# Reisepass
Ein Reisepass, auch kurz Pass, ist im engeren und ursprünglichen Sinne ein amtlicher Ausweis, der von dem Staat herausgegeben wird, dessen Staatsangehörigkeit der Inhaber besitzt. Er berechtigt gemäß dem Recht des ausstellenden Staates zum grenzüberschreitenden Reisen und grundsätzlich zur Rückkehr ins eigene Hoheitsgebiet. Der Pass bleibt Eigentum des jeweiligen Staates und dient der Identifizierung und Legitimation gegenüber staatlichen Behörden, privaten Einrichtungen und Privatpersonen.
Die meisten Reisepässe enthalten neben den Angaben zur Person und zur Staatsangehörigkeit ihres Inhabers leere Seiten, die für zusätzliche amtliche Vermerke des Ausstellerstaates oder die Anbringung von Vermerken anderer Staaten, wie Visa, Aufenthaltstiteln oder Kontrollstempeln über die Ein- und Ausreise, verwendet werden können. Darüber hinaus gibt es seit Beginn der 2000er Jahre zunehmend biometrische Reisepässe, bei denen Personendaten in elektronischer Form im Pass abgelegt werden. Nicht immer ist zur Ausstellung eine persönliche Vorsprache bei der Passbehörde erforderlich. Manche Staaten stellen sog. Proxy-Pässe aus, die im Namen des künftigen Passinhabers von einem Stellvertreter („by proxy“) beantragt werden und diesem zur Weiterleitung an den Passinhaber ausgehändigt werden. Proxypässe werden von anderen Staaten häufig nicht anerkannt.
Neben dem Reisepass, der für allgemeine Reisezwecke ausgestellt wird, werden für Reisen der Repräsentanten des ausgebenden Staates in dienstlicher Eigenschaft spezielle Pässe wie der Dienstpass oder der Diplomatenpass ausgestellt.

## Wortherkunft und weitere umgangssprachliche Verwendung
Das Wort Pass leitet sich vom lateinischstämmigen passare („durchgehen, passieren“) ab. Der französische Ausdruck passeport weist noch deutlicher darauf hin, dass es sich dabei um das „Einlass erhalten bei Pforten/Toren“ handelt (passare portas ‚Tore/Türen durchqueren [dürfen]‘).
Umgangssprachlich wird der Begriff häufig in einem weiteren Sinn verwendet. Mit dem Begriff Pass werden in der Alltagssprache insbesondere auch Passersatzpapiere (etwa der Personalausweis oder der auch als „Flüchtlingspass“ bezeichnete Reiseausweis für Flüchtlinge) sowie andere personenbezogene Dokumente bezeichnet, auch wenn sie nicht von staatlichen Stellen und dabei unabhängig von der Staatsangehörigkeit ausgestellt werden, wie beispielsweise der Mutterpass oder der Impfpass.
Darüber hinaus verwenden Journalisten gerne die metonymische Redewendung von einem „Pass“ einer gewissen Nationalität, wenn eigentlich die betreffende Staatsangehörigkeit gemeint ist.

## Geschichte
Die ersten passähnlichen Dokumente waren meist hoheitliche Papiere für Reisende, die durch Siegel, Stempel oder Unterschrift des Ausstellers ihre Gültigkeit bekamen, allerdings häufig nicht den Namen oder Identifizierungsmerkmale des Inhabers enthielten und somit theoretisch übertragbar waren.

### Altertum
Um 450 v. Chr. bat ein Beamter im Dienst des Königs von Persien um die Erlaubnis, nach Judäa zu reisen (Tanach, Neh 2,7–9 ). Der König gab ihm einen Brief „An die Statthalter jenseits des Euphrat“ mit der Bitte um sicheres Geleit auf seiner Reise durch ihr Land.
In der Westlichen Han-Dynastie (207 v. bis 9 n. Chr.) waren Pässe ein wichtiger Teil der chinesischen Verwaltung. Sie erforderten die Angabe des Alters, der Größe und von Körpermerkmalen. Diese Pässe (zhuan) erlaubten einer Person die Reise durch die kaiserlichen Bezirke und zur Vorlage an Kontrollpunkten. Sogar Kinder über einem Jahr benötigten sie.

### Mittelalter und frühe Neuzeit
Eine der ersten Passvorschriften wurde 746 von dem langobardischen König Ratchis erlassen. Er ordnete an, Flüchtlinge aus dem Königreich, geheime Unterhändler mit dem Ausland und Verdächtige zu kontrollieren. Die Grenzwachen sollten verstärkt und niemand ohne Pass eingelassen werden. Besonders scharf war die Überwachung an der tuskischen Grenze, wo ein bedeutender Pilgerweg nach Rom führte.
Ab dem 9. Jahrhundert etablierte sich im fränkischen Reich ein Reiseverpflegungsrecht, die sogenannte Tractoria, für königliche Boten. Der Bote bekam ein Dokument mit auf den Weg, das die Amtsleute des Reiches verpflichtete, ihm eine Unterkunft zu stellen und ihn Wege passieren zu lassen. Im Hochmittelalter entstand später das Geleitrecht, das ebenfalls einen speziellen Schutz für Reisende einräumte. Während diese Dokumente lediglich privilegierten Personen vorbehalten waren, wurde ein Ausweis erstmals für eine bestimmte Personengruppe verpflichtend, als der französische König Ludwig XI. 1462 anordnete, dass entlassene Soldaten auf ihrer Heimreise einen von ihrem Offizier ausgestellten Ausweis mitzuführen hatten, um von Deserteuren unterschieden werden zu können. Im 16. Jahrhundert waren dann Kaufleute und private Reisende verpflichtet, ein Dokument ihrer Stadt mit ihrem Namen bei sich zu tragen, das ihnen Rechtschaffenheit bescheinigte. Pilgern wurden ähnliche Dokumente von Pfarrern oder Bischöfen ausgestellt.
Während sich in Europa der „Schwarze Tod“ ausbreitete, wurde im Jahr 1374 in Venedig der Pestbrief eingeführt. Bürger konnten die Stadt nur noch betreten sofern sie den Gesundheitsausweis mit sich führten, in dem bestätigt wurde, dass sie frei von Pest und anderen ansteckenden Krankheiten waren.
Ab dem 15. Jahrhundert wurden in die Dokumente zunehmend auch besondere Kennzeichen zur Identifizierung des Ausweisinhabers aufgenommen. Um die häufigen Fälschungen zu erschweren, wurden bei den ausstellenden Behörden Register eingeführt, die jeweils eine Kopie der ausgestellten Dokumente enthielten. Zudem wurden Kleidung, Abzeichen und Wappen als Identifikationsmerkmale genutzt.
In Spanien war es Juden, Konvertiten und Häretikern im 16. Jahrhundert verboten, nach Amerika auszureisen. König Philipp II. schuf später eine Behörde, bei der jeder Auswanderer zunächst Nachweise über Herkunft und Lebenswandel einreichen musste. Frankreich durfte nach königlichen Erlässen in den Jahren 1623 und 1669 nur noch mit einem gültigen Pass verlassen werden. Tatsächlich konnte die Kontrolle des Reiseverkehrs allerdings kaum durchgesetzt werden.

### Französische Revolution
Maßgeblich vorangetrieben wurde das Passwesen mit der französischen Revolution. Nachdem König Ludwig XVI. am 20. Juni 1791 versuchte, als Kammerdiener verkleidet aus Frankreich zu flüchten, wurden die Grenzen für den Reiseverkehr geschlossen. Die Konstituante beschloss daraufhin, genaue Angaben zu Namen, Geschlecht, Alter und eine Personenbeschreibung in den Pässen der Reisenden festzuhalten. Mit der Gründung der Nation entstand der Begriff des Staatsbürgers und die Frage, wer als Ausländer zu betrachten war. Die Erklärung der Menschen- und Bürgerrechte vom 26. August 1789 beinhaltete allerdings auch die Reisefreiheit, weshalb am 13. September 1791 sämtliche Reisebeschränkungen für das In- und Ausland aufgehoben und das Passwesen abgeschafft wurden. Allerdings kam es am 30. Januar 1792 zu deren Wiedereinführung, nachdem Herrscher der Nachbarländer Frankreich mit Krieg drohten. Das Einsickern ausländischer Truppen sollte damit verhindert werden. Ausländer in Frankreich wurden zudem verstärkt überwacht.

### Preußen

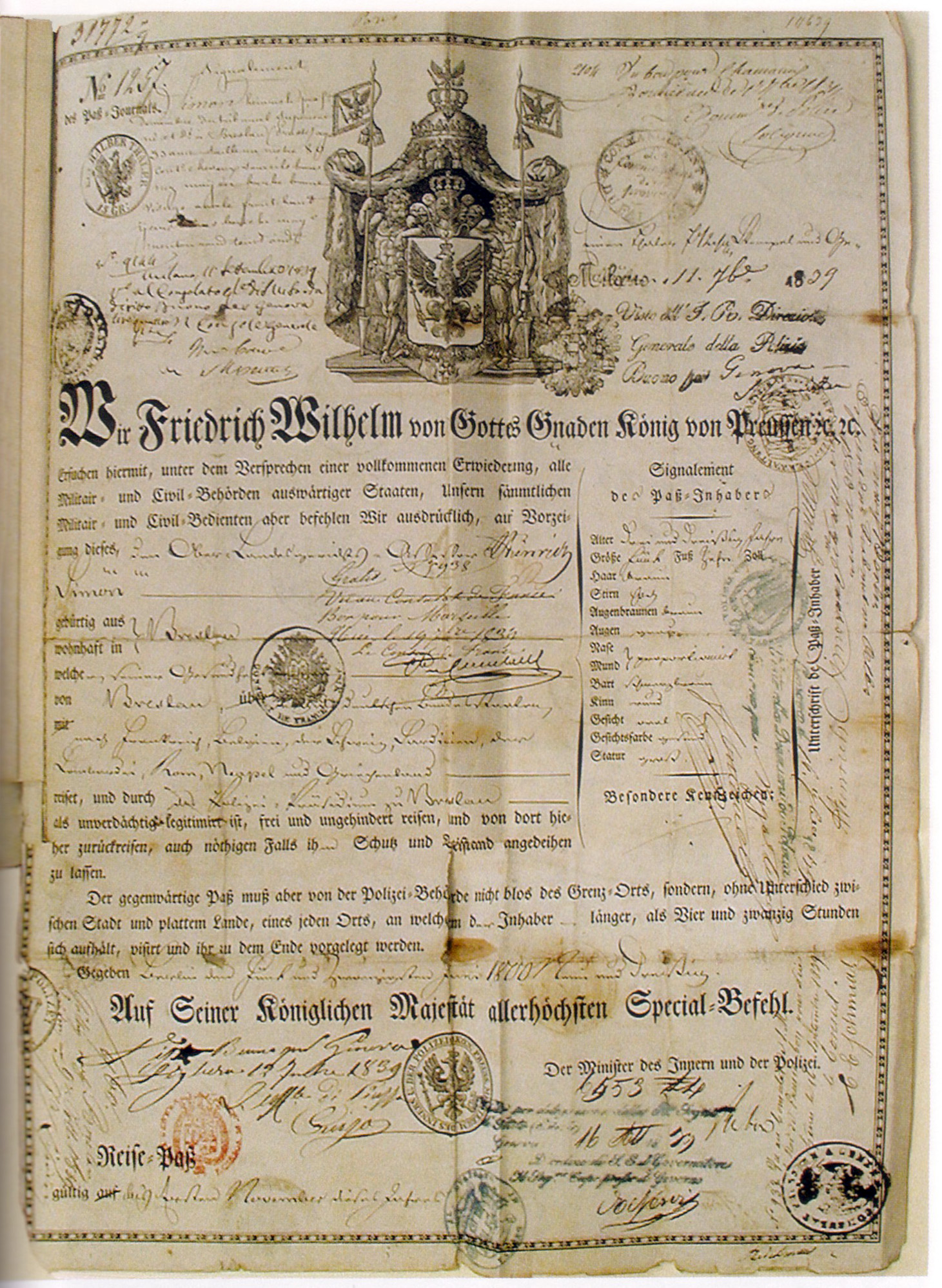
Preußischer Reisepass von 1829

Kurz vor der Kriegserklärung an Frankreich wurde in Preußen am 20. März 1813 mit dem Passreglement die Wiedereinführung der Passpflicht für Ausreisen erlassen. Zur Ausstellung der Pässe waren die örtlichen Behörden fortan nicht mehr befugt. Diese Aufgabe wurde nun von höheren Staatsorganen wie der Staatskanzlei oder dem Außen- und Innenministerium, in Ausnahmefällen auch von der Polizeideputation der Provinzregierungen übernommen. Die ausgestellten Papiere waren lediglich für bestimmte, zuvor festgelegte Reiserouten gültig und mussten täglich abgezeichnet werden.
Die Bestimmungen wurden allerdings ein knappes Jahr später von Friedrich Wilhelm III. zumindest für geschäftlich Reisende wieder gelockert und diesen die Ausreise erleichtert. Infolge der Niederlage Frankreichs und des Zusammenrückens der Staaten des späteren Deutschen Bundes wurde das Passreglement außer Kraft gesetzt und mit dem Paßedikt für die Preußische Monarchie vom 22. Juni 1817 ersetzt. Daraufhin konnten beispielsweise örtliche Behörden, Hafenbehörden, preußische Konsuln und ausländische Diplomaten sogenannte „Eingangspässe“ für die Einreise nach Preußen ausstellen. Um Abwanderung zu verhindern, blieben die Emigrationsbestimmungen jedoch bis in die 1830er Jahre weiterhin restriktiv. Auch gab das Königreich Bayern ab Juni 1817 keine Pässe mehr für die Auswanderung nach Russland aus.
Mit der zunehmenden Mobilität durch die Eisenbahn wurde die Passkarte als Dokument für grenzüberschreitende Reisen innerhalb des Deutschen Bundes eingeführt und ersetzte das bis dahin erforderliche Visum. Mit dem Passvertrag, den Sachsen, Bayern, Hannover und Württemberg am 7. Februar 1865 miteinander abschlossen, brauchten dort einheimische Bürger keinen Pass mehr mit sich zu führen. Die Vorzüge der Passkarte und des Passvertrags blieben allerdings häufig nur den höheren Gesellschaftsschichten vorbehalten.

### Deutsches Reich
Durch das Passgesetz vom 12. Oktober 1867 erhielten alle Staaten des Norddeutschen Bundes eine einheitliche Passgesetzgebung. Ein Pass oder Visum war ab dem 1. Januar 1868 für Bundesangehörige zur Ein- oder Ausreise aus bzw. in das Bundesgebiet oder zum dortigen Aufenthalt fortan nicht mehr erforderlich. Auch von Ausländern wurde weder bei der Einreise in, noch bei der Ausreise aus dem Bundesgebiet, und auch nicht während des Aufenthaltes oder bei Reisen im Bundesgebiet ein Reisepass verlangt. Das Gesetz wurde nach Gründung des Deutschen Reiches im Jahr 1871 mit einigen Änderungen übernommen. 1879 wurden allerdings Einschränkungen vorgenommen, um die Ausbreitung der Pest zu verhindern und die Einwanderung polnischer und russischer Arbeitskräfte zu erschweren. Einreisende aus Russland mussten fortan wieder einen Pass mit sich führen und diesen ab 1880 zusätzlich vor Reiseantritt von einem deutschen Konsulat in Russland visieren lassen. Mit einer Verordnung vom 1. Dezember 1892 durften Pässe nur noch an deutsche Staatsbürger ausgegeben werden.
Mit dem Ersten Weltkrieg endete das liberale Passwesen des Deutschen Kaiserreichs und anderer europäischer Staaten mit der Wiedereinführung von Passkontrollen in Europa. In Frankreich wurde der Fingerabdruck zur Identifikation des Inhabers eingeführt. Ab dem 1. August 1914 war laut der Verordnung betreffend die vorübergehende Einführung der Paßpflicht bei Einreise in das Deutsche Reich das Mitführen eines Passes oder anderer Dokumente verpflichtend, die eine zweifelsfreie Identifizierung als deutschen Bürger ermöglichten. Am 16. Dezember wurde die Verordnung abgelöst von der Verordnung, betreffend anderweitige Regelung der Passpflicht, die unter anderem auch ein Lichtbild des Ausweisinhabers vorgab. Dieses musste auf den Pass aufgeklebt und gestempelt werden, sodass der Stempel teilweise auf dem Bild und auf dem Papier abgebildet war.
Am 21. Juni 1916 wurde eine weitere Passverordnung erlassen, die insbesondere inhaltliche, formelle und organisatorische Eigenschaften regelte und mit der zwei Tage später angeordneten Ausführungsvorschrift die Laufzeit der Pässe auf ein Jahr begrenzt. Des Weiteren mussten auch Kinder ab zwölf Jahren, die zuvor im Pass des Vaters eingetragen waren, fortan im Besitz eines eigenen Dokumentes sein.
Nach dem Ersten Weltkrieg und zunehmenden Flüchtlingsströmungen innerhalb Europas wurde 1922 für staatenlose russische Flüchtlinge der Nansen-Pass als Reisedokument eingeführt. Die zum Krieg vorübergehend eingeführte Passpflicht in mehreren Ländern blieb weitgehend bestehen. Die Bestrafung von Zuwiderhandlungen gegen die Passvorschriften wurden in einer Verordnung vom 6. April 1923 geregelt.
Ab 1924 wurde das Passwesen der Weimarer Republik detailliert wie nie zuvor in einer vom Innenminister erlassenen Verordnung geregelt. Sie erfuhr im Jahr 1932 eine Kürzung und Neuregelung.
Mit dem Reichsbürgergesetz von 1935 wurde die deutsche Bevölkerung in Reichsbürger und „Angehörige deutschen oder artverwandten Blutes“ einerseits sowie in Staatsangehörige und „Angehörige rassefremden Volkstums“ andererseits geteilt. Der Reichsminister bekam mit dem Gesetz über das Paß-, das Ausländerpolizei- und das Meldewesen sowie über das Ausweiswesen vom 11. Mai 1937 die Ermächtigung, „das Ausländerpolizei- und das Meldewesen neu zu regeln“. Mit einer Verordnung vom 22. Juli 1938 wurde die Kennkarte als „allgemeiner polizeilicher Inlandausweis“ eingeführt und mit der Verordnung über Reisepässe von Juden vom 5. Oktober 1938 sämtliche Reisepässe von Juden für ungültig erklärt. Beabsichtigte Nebenabsicht war dabei, die „Inanspruchnahme der Freigrenze“ für Devisen zu unterbinden. Die Pässe mussten innerhalb von zwei Wochen bei einer Behörde eingereicht und mit einem roten „J“ gestempelt werden, um den Inhaber als Juden kenntlich zu machen und somit wieder Gültigkeit zu bekommen.
Nach Beginn des Zweiten Weltkriegs trat am 10. September 1939 die Verordnung über den Paß- und Sichtvermerkszwang sowie über den Ausweiszwang in Kraft. Damit wurde erstmals der Ausweiszwang eingeführt. Außerdem bestimmte die Verordnung, dass Pässe für die Ein- und Ausreise benötigt wurden und diese vor Grenzübertritt mit einem Sichtvermerk zu versehen seien. Am 23. Oktober 1941 erging für sämtliche Juden ein Ausreiseverbot aus den vom Deutschen Reich kontrollierten Gebieten.

Reisepass im Deutschen Reich, 1941
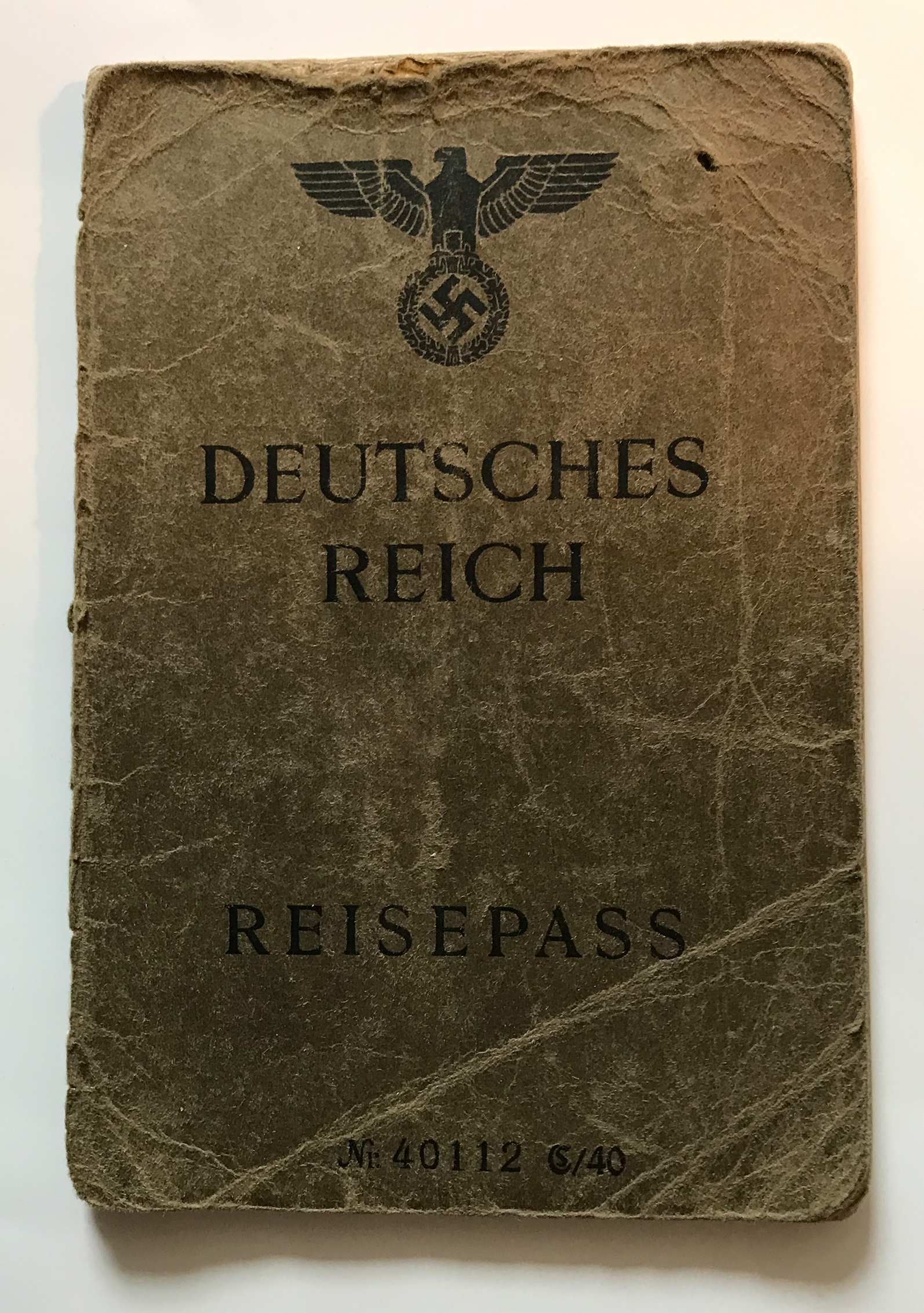
Vordere Umschlagseite
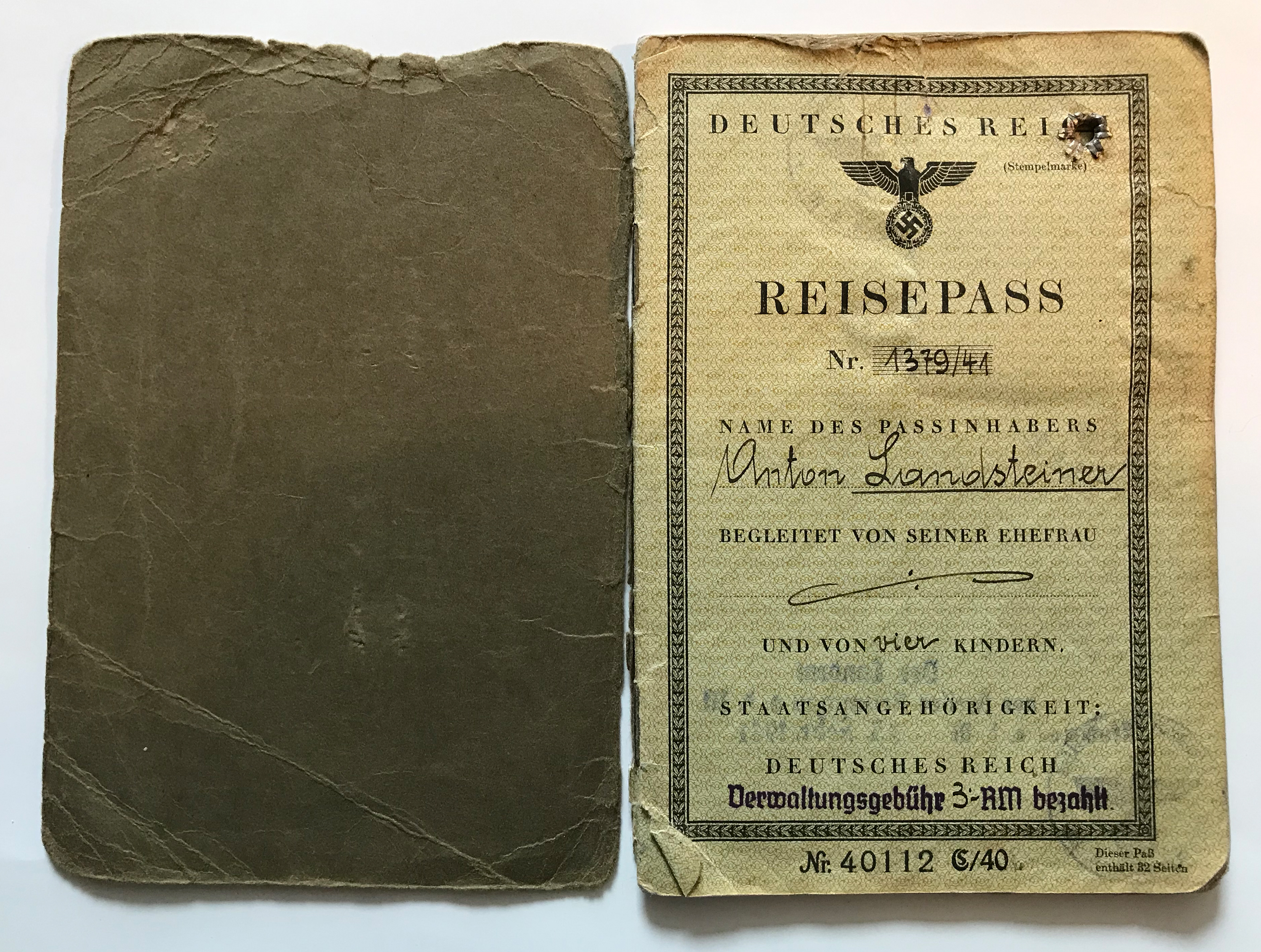
Erste Innenseite
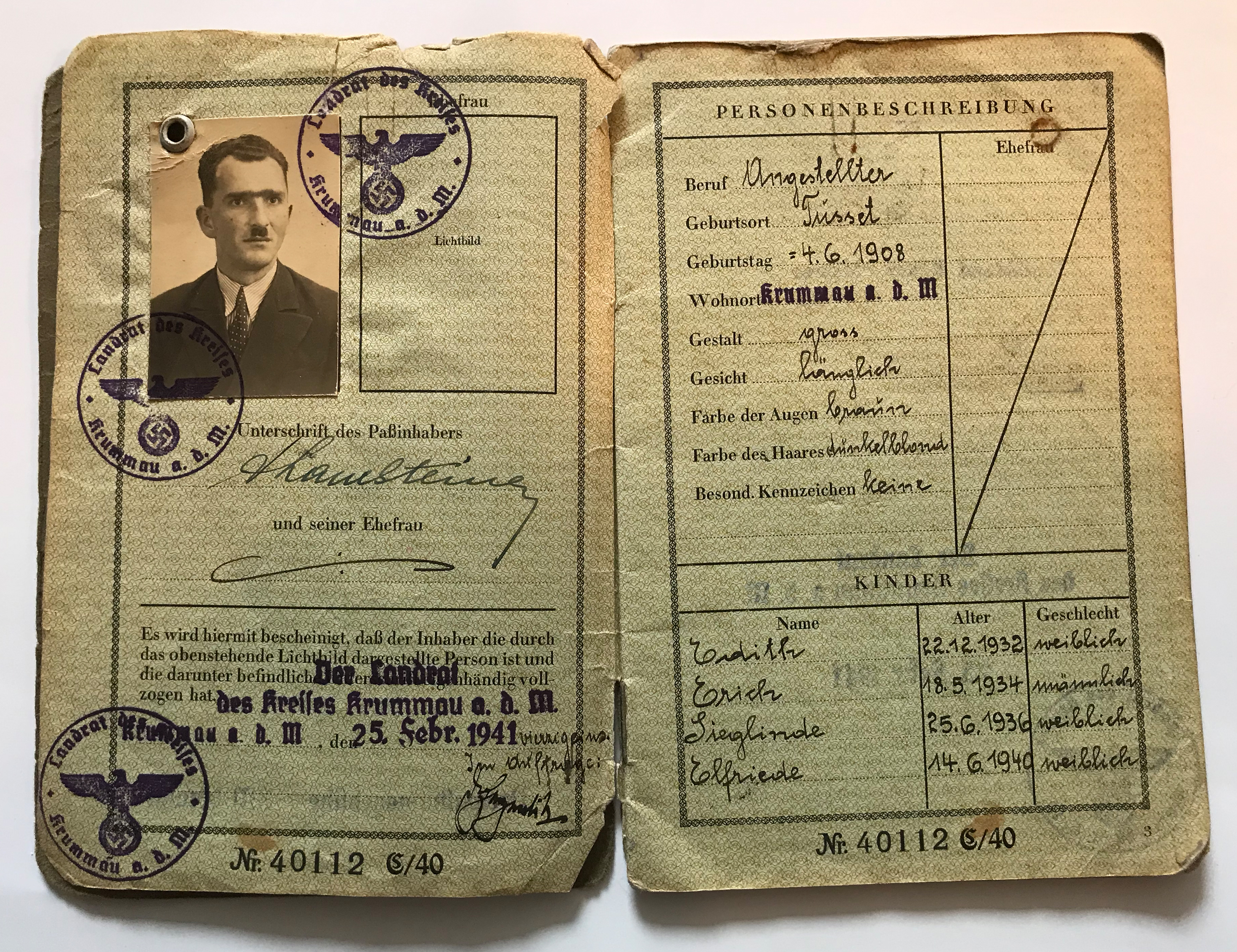
Doppelseite „Personaldaten“

### Nachkriegsdeutschland
Der sogenannte Interzonenpass galt in der Nachkriegszeit von 1946 bis 1953 für das Gebiet der vier Besatzungszonen als gültiges Ausweisdokument für innerdeutsche Reisen. Zu den Reisepässen von Bundesrepublik Deutschland und DDR siehe Deutscher Reisepass.

Bundesdeutscher Reisepass, 1952
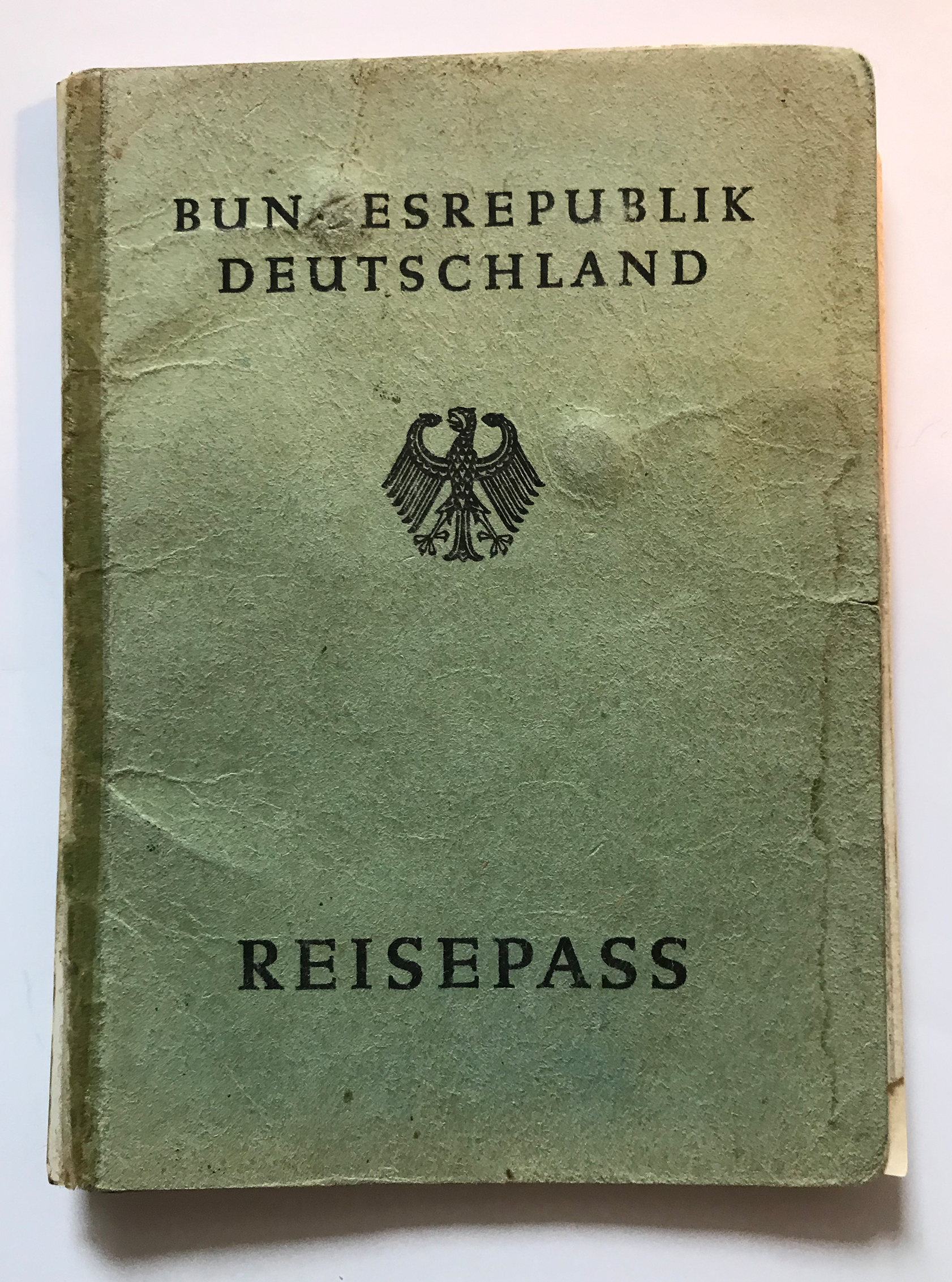
Vordere Umschlagseite
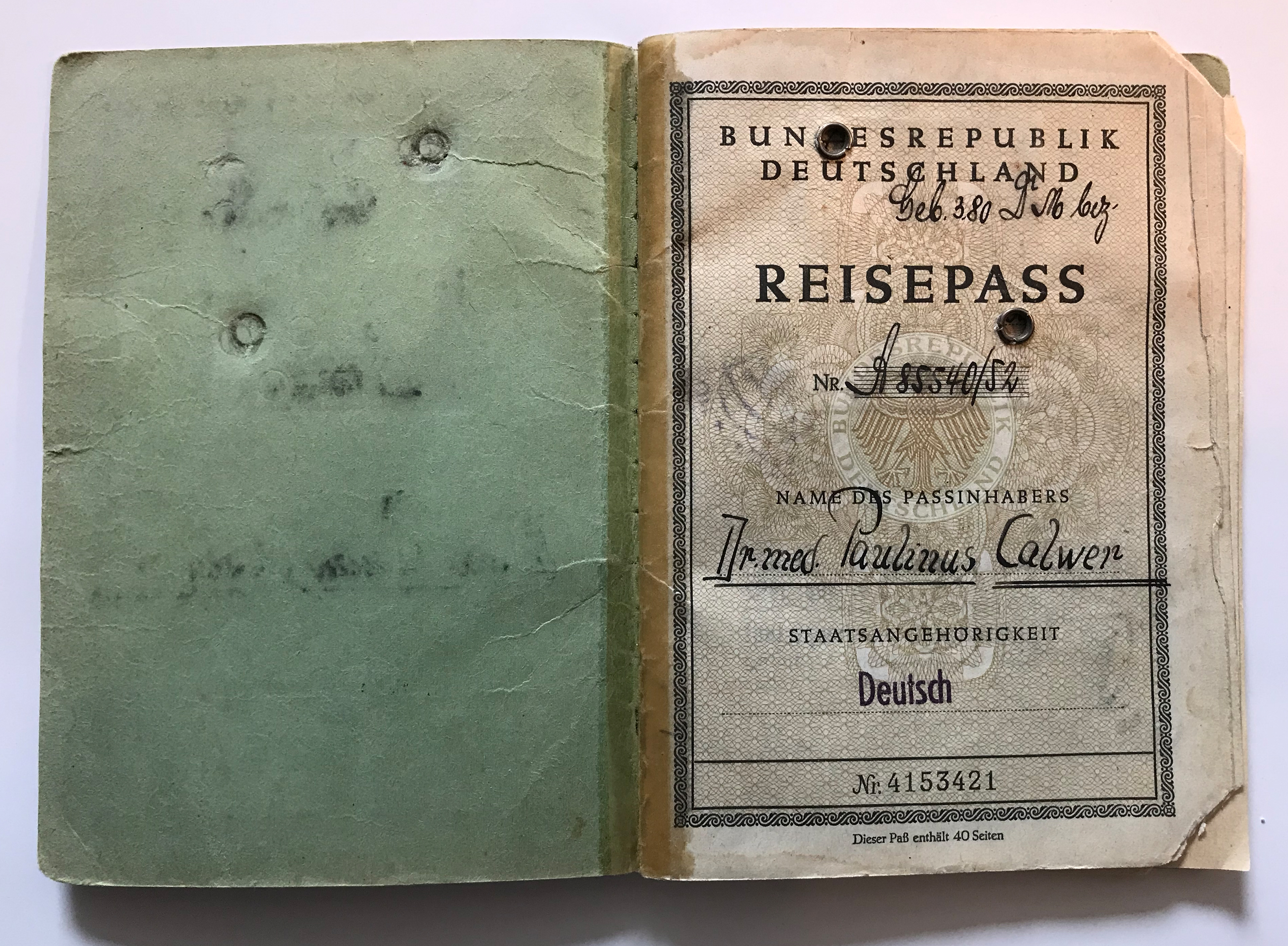
Erste Innenseite
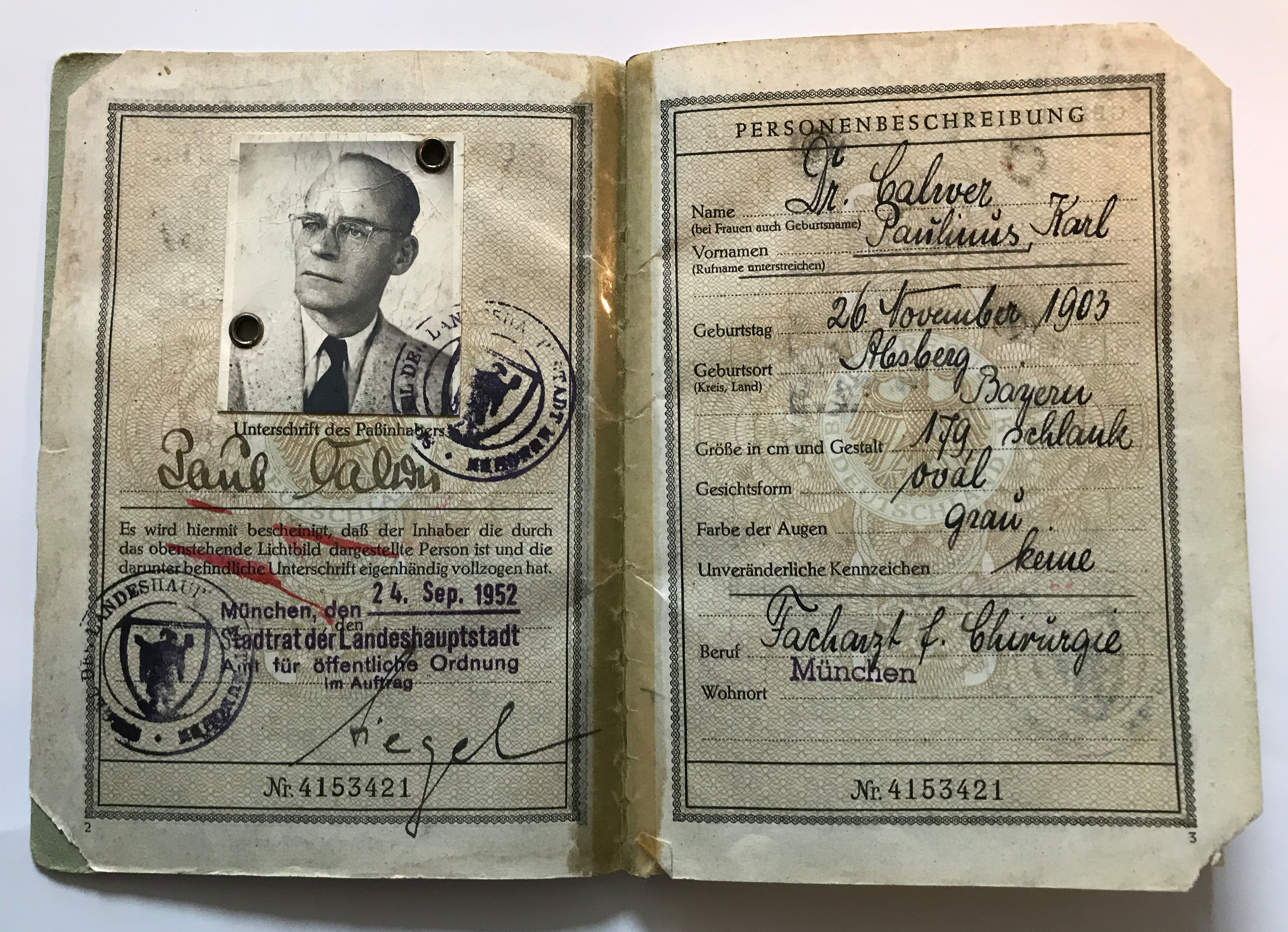
Doppelseite „Personaldaten“
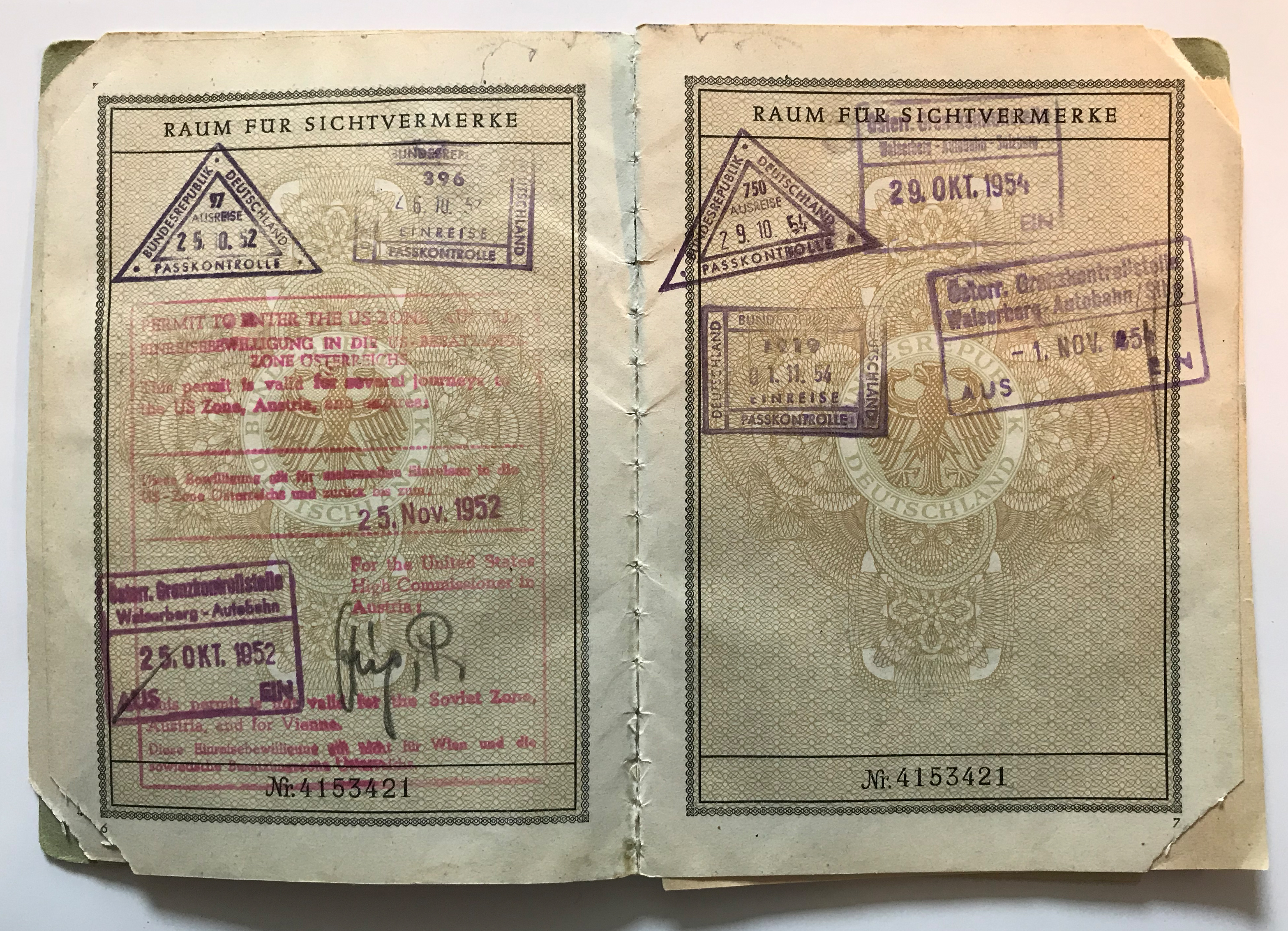
„Sichtvermerke“-Seite

### Europäische Gemeinschaft bzw. Union
Im Jahr 1981 wurde die Gestaltung der Reisepässe von den EG-Mitgliedsstaaten in vielen Punkten angeglichen, z. B. im Format (Papiergröße DIN B7 gemäß ISO/IEC 7810 ID-3, 88 mm × 125 mm) und in der Farbe (Bordeauxrot-Violett). 
Im Jahr 2005 wurde der elektronische Reisepass in der Europäischen Union zum Standard.

### Internationale Standards
Nachdem im Ersten Weltkrieg viele Staaten Reisepässe zum Grenzübertritt verpflichtend gemacht hatten, entstanden Ansätze zur internationalen Vereinheitlichung von Reisepapieren. Eine vom Völkerbund organisierte Konferenz 1924 über Pässe und Zollformalitäten hatte gewisse Richtlinien und ein Musterdesign für Reisepässe zum Ergebnis. Eine weitere Standardisierung wurde erst 1980 durch die Internationale Zivilluftfahrtorganisation (ICAO) angestoßen. Ihre Standards umfassten nun auch maschinenlesbare Pässe.

## Offizielle Definition im Rechtsbereich der Bundesrepublik Deutschland
Das deutsche Passgesetz verwendet zwar den Begriff des Reisepasses, definiert ihn aber nicht. Eine Begriffsklärung des Passes findet sich jedoch in Nr. 3.04 der Allgemeinen Verwaltungsvorschrift zum Aufenthaltsgesetz:

## Funktionen des Passes

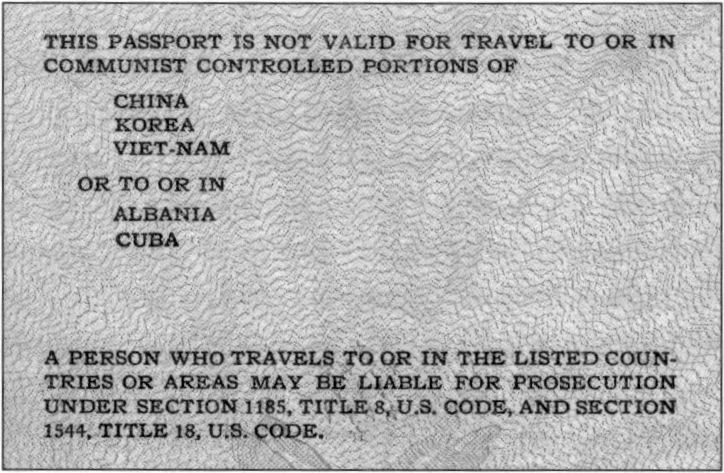
Einträge über Reisebeschränkungen (US-amerikanischer Reisepass)

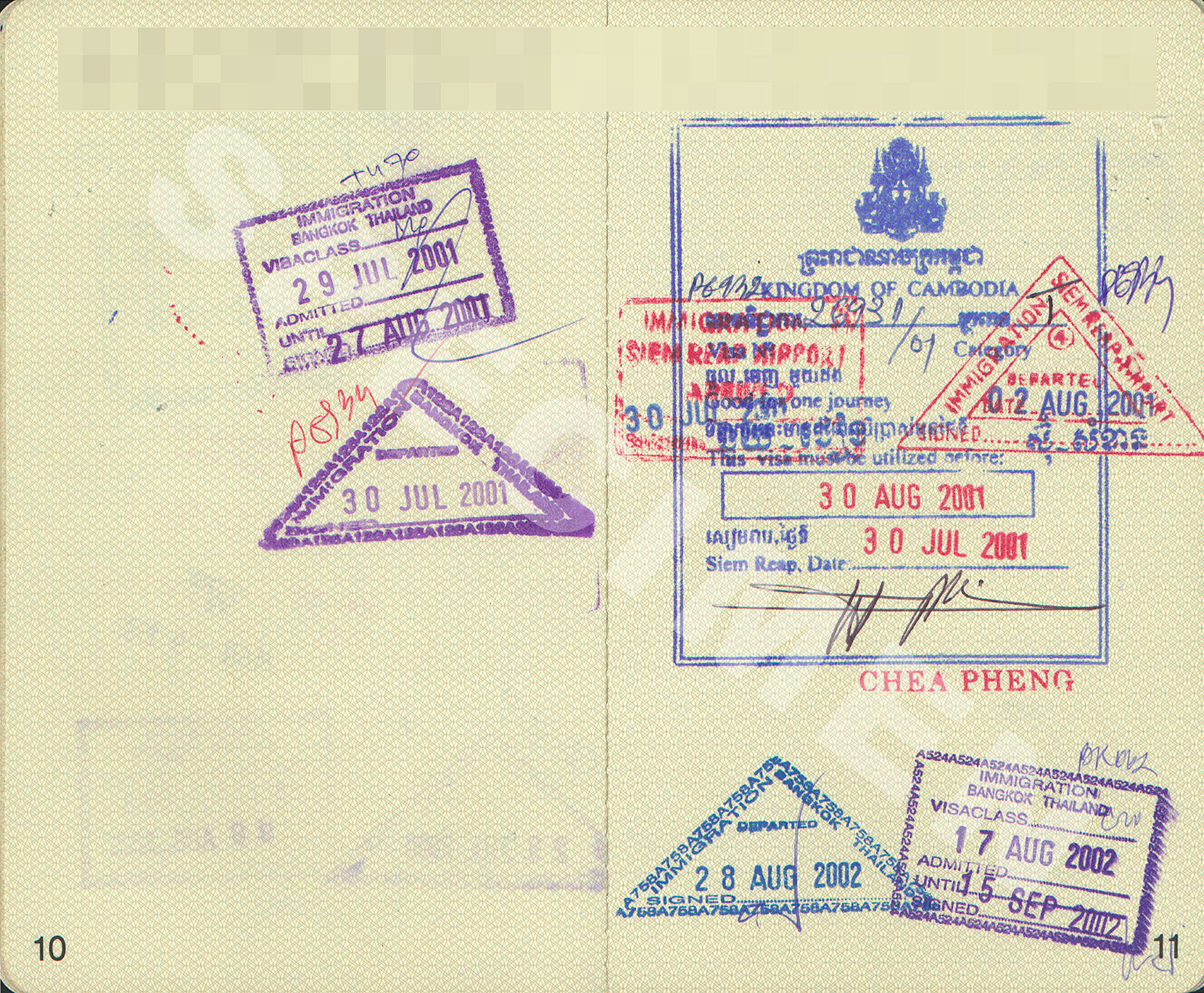
Ein- und Ausreisestempel auf den Visaseiten eines Passes

Allgemein wird zwischen Pässen und Passersatzpapieren unterschieden; beide sind Ausweise. Passersatzpapiere unterscheiden sich von Pässen dadurch, dass sie nicht sämtliche Funktionen eines Passes aufweisen, aber auch dem grenzüberschreitenden Reisen dienen.
Pässe und Passersatzpapiere erfüllen zumeist folgende Funktionen:
- Sie bestätigen, dass die eingetragenen Personalien zu der Person gehören, die im Papier eingetragen ist.
- Sie erlauben den Inhabern, mit dem Papier über die Grenze des Ausstellerstaates ins Ausland zu reisen (Ausreisevisa sind heute sehr unüblich, z. B. in Nordkorea noch existent).
- Entsprechend ihrer überkommenen Funktion als Schutzbriefe des Landesherrn erlauben sie dem Inhaber, in andere Länder zu reisen. Manche Muster tragen noch heute ein entsprechendes Schutzersuchen, beispielsweise der britische Pass.

Sämtliche Pässe (im engeren Sinne) haben zusätzlich folgende Funktionen, die durch Passersatzpapiere oftmals nicht vollständig erfüllt werden:
- Sie erlauben dem Inhaber, in den Ausstellerstaat zurückzureisen.
- Sie versprechen Gastländern, dass der Inhaber bei einer Aufenthaltsbeendigung (Abschiebung) auch zurückgenommen wird.
- Sie vermitteln den Schutz der diplomatischen Vertretungen des Ausstellerstaats.
- Sie enthalten gegenüber anderen Staaten die Erklärung, der Inhaber sei Angehöriger des Ausstellerstaates. Andere Staaten können im zwischenstaatlichen Verhältnis auf die Richtigkeit dieser Erklärung vertrauen. Inwieweit der Passinhaber selbst hingegen gegenüber den Behörden des Ausstellerstaats mit dem Pass seine Staatsangehörigkeit belegen kann, hängt allein vom Recht des Ausstellerstaates ab. Das Bestehen der deutschen Staatsangehörigkeit wird in der Regel mit einem gültigen Pass oder Personalausweis der Bundesrepublik Deutschland hinreichend glaubhaft gemacht.[20] Ein Staatsangehörigkeitsausweis wird daher grundsätzlich nur dann benötigt, wenn die deutsche Staatsangehörigkeit zweifelhaft und klärungsbedürftig ist oder ein urkundlicher Nachweis über deren Bestehen von einer deutschen oder ausländischen öffentlichen Stelle verlangt wird.

Räumliche Geltung
In vielen Pässen ist ein räumlicher Geltungsbereich eingetragen, der damit vom Ausstellerstaat bestimmt werden kann (in deutschen Pässen etwa „für alle Länder“). Zudem ist die räumliche Geltung im Ergebnis dadurch eingeschränkt, dass Pässe von Gebilden, die vom Zielstaat nicht als Staat anerkannt werden, dort oftmals nicht zur Einreise berechtigen. Hierbei handelt es sich nicht um eine zwingende Regel, so wird beispielsweise die Republik China (Taiwan) von der Bundesrepublik Deutschland nicht als Staat anerkannt, mit ihren Pässen ist aber dennoch eine Einreise möglich.
In den Pässen Israels fand man bis zum Jahr 1955 – zehn Jahre vor der Aufnahme diplomatischer Beziehungen mit der Bundesrepublik – sogar die Angabe „Gültig für alle Länder außer Deutschland“. Solche Pässe wurden von der Bundesrepublik Deutschland dennoch akzeptiert, wobei es üblich war, dass die israelische Seite über eine Mitteilung des informellen Verbindungsbüros die Reise zuvor notifizierte. Bis heute enthalten die Pässe einiger Länder – etwa von Malaysia und Pakistan – einen Vermerk, wonach der Pass für alle Länder mit Ausnahme Israels gelte.
In Dienstreisepässen der DDR fand sich die Angabe „Gültig für alle Staaten und Westberlin“. Grund dafür war der Status West-Berlins als „Selbständige politische Einheit“ aus DDR-Sicht. In den normalen Privatpässen fehlt die Angabe der Gültigkeit ganz.
Italienische Reisepässe mussten bis Juni 2014 jährlich mit einer Wertmarke im Wert von 40,29 Euro versehen werden, wenn damit eine Reise in ein Nicht-Schengen-Land angetreten wurde. Das Vorhandensein der Wertmarke und somit implizit die erfolgte Bezahlung der Passsteuer wurden am Hafen oder Flughafen kontrolliert. Außerhalb Italiens war das (Nicht-)Vorhandensein der Wertmarke ohne Bedeutung. Es war außerdem möglich, von vornherein Reisepässe zu beantragen, die nur für die Europäische Union gültig waren, obwohl für solche Reisen natürlich auch der Personalausweis des Landes ausreichen würde. Die Regelung mit der jährlichen Steuermarke wurde zum 24. Juni 2014 abgeschafft.

## Arten von Passersatzpapieren
Hierzu zählen der Reiseausweis für Flüchtlinge und der Reiseausweis für Staatenlose. Diese Papiere werden umgangssprachlich als Flüchtlingspass oder Staatenlosenpass bezeichnet, sind jedoch keine Nationalpässe, weil sie nicht von dem Staat ausgestellt werden, dessen Staatsangehörigkeit der Inhaber besitzt.

## Völkerrechtliche Passhoheit
Grundsätzlich besitzt jeder Staat für seine Staatsangehörigen nach dem Völkerrecht die Passhoheit, die aus der Personalhoheit des Staates über seine Staatsangehörigen abgeleitet wird. Dies bedeutet, dass ein anderer Staat fremden Staatsangehörigen nicht ohne weiteres Pässe ausstellen darf, in dem die Personalien und die Staatsangehörigkeit verbindlich bestimmt werden. Da es das Passrecht fast aller Staaten zulässt, aus berechtigten Gründen vorläufig oder dauerhaft Pässe zu entziehen (Beispiel: Bei notorischen Fußball-Hooligans vor einem anstehenden Länderspiel) oder von vornherein keine Pässe auszustellen, soll kein anderer Staat diese Entscheidung unterlaufen können. Hiervon gibt es aber zulässige Abweichungen, etwa bei Flüchtlingen nach Artikel 28 der Genfer Flüchtlingskonvention, oder natürlich bei Mehrstaatern, bei denen jeder Staat seinem Angehörigen einen Pass ausstellen kann.

## Allgemeine Passpflicht
Für Inländer besteht im Allgemeinen keine Passpflicht. In der Regel besteht auch keine Verpflichtung, einen Pass zu besitzen (anders z. B. in Deutschland für Deutsche beim Personalausweis; man muss ihn ab 16 Jahren besitzen, braucht ihn aber nicht ständig mit sich zu führen, vgl. § 1 Abs. 1 Satz 1 Personalausweisgesetz. Der Personalausweispflicht wird auch mit dem Besitz eines Reisepasses entsprochen (§ 1 Abs. 2 Satz 3 PAuswG)).
Für Ausländer besteht in den meisten Ländern Passpflicht (in Deutschland z. B. gemäß § 3 AufenthG), soweit sie nicht durch spezielle Regelungen aufgehoben ist. So benötigen EWR-Bürger innerhalb des EWR-Raums außerhalb ihres eigenen Staates regelmäßig nur einen Personalausweis (Art. 5 Abs. 1 Freizügigkeitsrichtlinie). Kann die Staatsangehörigkeit anderweitig nachgewiesen werden, ist nicht einmal dieser erforderlich (Art. 5 Abs. 4 Freizügigkeitsrichtlinie).

## Länderspezifische Details

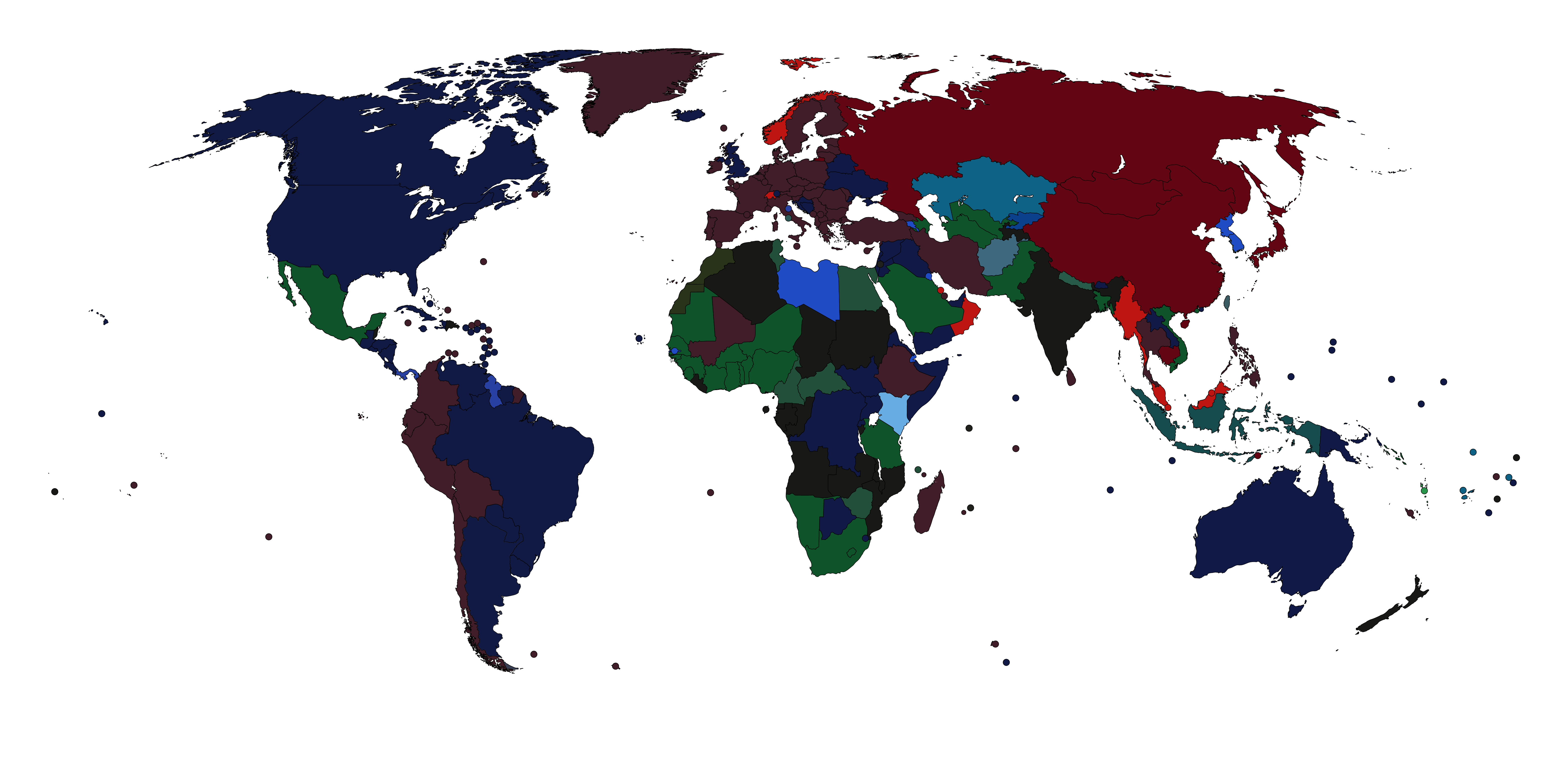
Farben der Reisepass-Einbanddecken weltweit

Mehrere Staaten stellen Reisepässe in unterschiedlichen Varianten aus, etwa als vorläufigen Pass oder als Pass mit einer größeren Anzahl von Seiten für Vielreisende.
Auf dem Umschlag ist der ausstellende Staat und die Art des Reisepasses angegeben sowie das Wappen des Staates. In aller Regel ist der Text im Pass neben der/den Amtssprache(n) des ausgebenden Staates auch in Englisch und Französisch (Sprache der Diplomatie) verfasst. Pässe haben in der Regel einen Umschlag und nummerierte Seiten. Alle Staaten der Europäischen Union, bis auf Kroatien, haben bordeauxrote Umschläge (außer Dienst- und Diplomatenpässe). Zahlreiche Staaten geben Pässe mit biometrischen Merkmalen aus, ferner sind viele maschinenlesbar. Einige Staaten, wie beispielsweise Südafrika, haben seit Jahrzehnten Fingerabdrücke auf der Personaldatenseite.
Auswahl verschiedener Reisepässe
| In Albanien werden Reisepässe seit den 1920er Jahren ausgegeben. Seit 2009 beinhalten die Pässe biometrische Merkmale. |
| In Afghanistan kann jeder, der eine afghanische Tazkira (Identitätskarte/Personalausweis) besitzt, auch einen Reisepass beantragen. |
| |
| In Argentinien wird der Reisepass als Reisedokument im Mercosur (Gemeinsamer Markt des Südens) anerkannt, als Integrationsprogramm für die Staatsbürgerschaft, neben dem DNI (Personalausweis). Das argentinische Gesetz erkennt die Gleichstellung zwischen argentinischen Staatsbürgern und Ausländern an, und der „Ausnahmepass für Ausländer“ unterscheidet sich nicht einmal im Preis. |
| Seit 2004 werden in Belgien biometrische Reisepässe ausgegeben. Sie weisen den EU-weit harmonisierten bordeauxroten Umschlagdeckel mit goldfarbener Prägung auf, in der Mitte das kleine Wappen Belgiens. Die belgischen Reisepässe werden dreisprachig in allen drei Landessprachen (Niederländisch, Französisch, Deutsch) beschriftet. Bei neuen Reisepässen, die ab dem 7. Februar 2022 beantragt wurden, ist mit insgesamt 48 Elementen wie Hologrammen und Strichcodes, doppelt so viele wie bisher, die Fälschungssicherheit erhöht worden. Die 34 Seiten, die für Stempel vorgesehen sind, zeigen im Hintergrund Comicfiguren belgischer Zeichner wie die Schlümpfe, Spirou oder das Marsupilami, jeweils mit Bezug zu Reisen oder Mobilität. So ist etwa die Rakete aus dem Tim-und-Struppi-Album Schritte auf dem Mond abgebildet. Zuvor waren auf diesen Seiten die Rathäuser der 16 Provinzhauptstädte zu sehen. |
| Der Reisepass von Bosnien und Herzegowina (Bosnisch und Serbisch: ‚Pasoš‘ / ‚Пасош‘, Kroatisch: ‚Putovnica‘) ist das Ausweisdokument, das den Bürgern des Landes seit der Unabhängigkeit 1992 ausgestellt wird, um allgemeine Reisen ins Ausland zu unternehmen. Seit dem 15. Oktober 2009 werden ausschließlich biometrische Reisepässe ausgestellt. |
| Deutschland → Hauptartikel : Deutscher Reisepass Siehe auch : Reisepass der Deutschen Demokratischen Republik Passpflicht für Ausländer Ausländer dürfen nach § 3 Abs. 1 des Aufenthaltsgesetzes (AufenthG) nur in das Bundesgebiet einreisen oder sich darin aufhalten, wenn sie einen anerkannten und gültigen Pass oder Passersatz besitzen. In begründeten Einzelfällen kann das Bundesministerium des Innern (oder eine von ihm bestimmte Stelle) eine Ausnahme von der Passpflicht vor der Einreise und für maximal sechs Monate zulassen. Auch die Erteilung eines Aufenthaltstitels an einen Ausländer setzt nach § 5 Abs. 1 AufenthG regelmäßig voraus, dass die Passpflicht erfüllt wird. Für die Anerkennung ist das Bundesministerium des Innern zuständig; § 71 Abs. 6 AufenthG. Für Unionsbürger und Staatsangehörige der EWR-Staaten gilt eine Ausweispflicht nach § 8 Freizügigkeitsgesetz/EU . Minderjährige Ausländer erfüllen die Passpflicht nach § 2 der Aufenthaltsverordnung (AufenthV) bis zum 16. Lebensjahr auch durch Eintragung im Pass eines gesetzlichen Vertreters, wobei ab dem zehnten Lebensjahr ein Lichtbild erforderlich ist. Der Pass oder Passersatz eines Ausländers darf durch einen anderen als den ausstellenden Staat nicht endgültig eingezogen werden, allerdings kann er für vorübergehende Zwecke (wie etwa die Sicherstellung der Ausreise oder zur Verwendung als Beweismittel in Strafverfahren) einbehalten werden. Rechtsgrundlagen sind § 50 Abs. 6 des Aufenthaltsgesetzes oder § § 94 ff. der Strafprozessordnung . Da der Pass oder Passersatz Eigentum des Ausstellerstaates und nicht des Inhabers ist, kann er auch an den Ausstellerstaat und nicht den eingetragenen Inhaber zurückgegeben werden, wenn der Zweck der Einbehaltung beendet ist. Zugelassene Passersatzpapiere für Ausländer Allgemein als Passersatz zugelassen und damit für die Erfüllung der Passpflicht in Deutschland ausreichend sind nach § 3 AufenthV amtliche Ausweise, deren Inhaber die Bundesrepublik Deutschland auf Grund von EU-Recht oder von Abkommen mit dem Ausweis einreisen lassen muss (etwa Flüchtlings- und Staatenlosenpässe, Ausweise für EU-Bedienstete, Personalausweise der EU/EWR-Bürger und von Schweizern , Flugbesatzungsausweise usw.). Diese Zulassung beinhaltet dabei nicht von vornherein eine Befreiung von der Visumpflicht ; ob ein Visum benötigt wird, richtet sich nach anderen Vorschriften. [ 27 ] Besitzt ein Ausländer keinen Pass und kann er ihn nicht in zumutbarer Weise erlangen, kann ihm ein Ausweisersatz ausgestellt werden, wodurch er im Inland der Ausweispflicht nachkommt ( § 48 Abs. 2 AufenthG, § 55 AufenthV). Unter engeren, genau geregelten Voraussetzungen können deutsche Behörden auch einem Ausländer einen Passersatz ausstellen (geregelt in den § § 4 bis 13 AufenthV). Deutsche Passersatzpapiere für Ausländer sind: Reiseausweis für Ausländer, Notreiseausweis , Reiseausweis für Flüchtlinge , Reiseausweis für Staatenlose , Schülersammelliste , Bescheinigung über die Wohnsitzverlegung, Europäische Reisedokumente für die Rückkehr ( § 1 Abs. 8 i. V. m. § 4 Abs. 1 Nr. 7 AufenthV, davor bis 7. April 2017 Standardreisedokument für die Rückführung ). [ 28 ] Ein Ausländer, der vorsätzlich gegen die Passpflicht verstößt (und auch keinen Ausweisersatz besitzt), macht sich nach § 95 Abs. 1 Nr. 1 AufenthG strafbar. Ein fahrlässiger Verstoß ist als Ordnungswidrigkeit bußgeldbewehrt ( Geldbuße bis zu 3000 Euro, § 98 Abs. 1 und 5 AufenthG). |
| Der Reisepass des Kosovo wird den Bürgern seit 2008 ausgestellt und wird vorwiegend von jenen Staaten anerkannt, die auch die Unabhängigkeit des Kosovo anerkannt haben. Kosovarische Pässe bestehen aus einer roten Umschlagdecke (nur die biometrischen Pässe, Pässe ohne Chip haben eine blaue Umschlagdecke), auf dem das Wappen des Kosovo sowie die Aufschrift „Republik Kosovo“ und „Pass“ in drei Sprachen (Albanisch, Serbisch und Englisch) mit Goldfolie geprägt sind. |
| Der Liechtensteiner Pass wurde umgestaltet, als der Pass wegen der Sicherheitsforderungen der USA fälschungssicherer gemacht werden musste. Die Farbe wurde von Olivgrün in Blau geändert und der Pass bekam das kleinere ID-3-Format. Zudem wurde vor der ersten Inhaltsseite eine maschinenlesbare Passkarte eingebunden. Beim Ändern auf dieses neue Format passierten einige kleine Fehler: So wurden auf der Passkarte die Landesfarben falsch wiedergegeben und die Passnummern begannen bei der neuen Auflage wieder von vorn, sodass zwei verschiedene Personen die gleiche Passnummer haben konnten. Außerdem begannen die Kennbuchstaben vor den Seriennummern mit einem „R“ (für Reisepass), was Probleme bei der Auslesung der Daten ergab. Aus diesem Grund mussten die Pässe erneut geändert werden und ihre Nummern beginnen seitdem mit dem – international üblichen – „P“ (für Passport) statt mit einem „R“. Der olivgrüne Reisepass wurde vom 1. April 1985 bis zum 30. April 2000 ausgegeben und wird aktuell noch als Notpass mit einer Gültigkeit von maximal sechs Monaten verwendet. Vor 1985 hatte der Reisepass einen hellgrünen Umschlag. |
| Der seit 1990 ausgegebene Reisepass Namibias hatte bis 2017, als einer der wenigen weltweit, die persönliche Informationsseite am Ende des 32-seitigen Dokuments. Seit 2017 wird er mit biometrischen Merkmalen und stets 48 Seiten herausgegeben. |
| Der Reisepass von Österreich hat grundsätzlich eine Gültigkeitsdauer von zehn Jahren (außer bei Kindern unter zwölf Jahren, die je nach Alter zwei beziehungsweise fünf Jahre gelten) und kann nicht verlängert werden, im Gegensatz zu den alten grünen Pässen oder noch älteren beigefarbenen, die fünf Jahre galten, und zweimal um weitere fünf Jahre verlängert werden konnten. Österreichische grüne Pässe, die im Ausland ausgestellt wurden, beispielsweise bei Botschaften oder Konsulaten, hatten hingegen eine Gültigkeitsdauer von zehn Jahren. Der Besitz eines Zweitpasses ist auf Antrag möglich. Dazu ist nachzuweisen, dass der Besitz von mehreren Reisepässen für eine aus persönlichen oder beruflichen Gründen wichtige Reise notwendig ist. Grund dafür sind politische Spannungen zwischen zwei oder mehreren Staaten, die Sie im Zuge von mehreren Reisen besuchen oder lange Wartezeiten bis zur Erteilung des erforderlichen Sichtvermerks (Visum). In den österreichischen Reisepässen werden auf Wunsch sämtliche vor- und nachgestellte akademische Grade eingetragen. So können beispielsweise alle möglichen Magister- und Doktorgrade dem Namen vorangestellt eingetragen werden. Dem Namen nachgestellt können sämtliche neueren akademischen Grade eingetragen werden (z. B.: MA, LL. B, MSc usw.). Eintragungsfähig sind auch akademische Grade aus anderen europäischen Ländern. Seit 21. August 2020 können auch Meistergrade in den Reisepass eingetragen werden. |
| Der Reisepass von Osttimor hat grundsätzlich eine Gültigkeitsdauer von fünf Jahren. Bei Kindern unter zwölf Jahren ist er zwei Jahre gültig, bei Personen ab dem 60. Lebensjahr zehn Jahre. |
| Der Reisepass in der Schweiz hat eine kräftige rote Farbe und ist auf der Vorderseite mit dem Schweizerkreuz versehen. Der inhaltliche Aufbau ähnelt dem des EU-weit harmonisierten Reisepassmusters. Anstelle des Geburtsortes ist der Bürgerort aufgeführt. Auf jeder Seite des Passes werden die Sehenswürdigkeiten der einzelnen Kantone der Schweiz dargestellt. Gemäß dem Willen des Bundesrates und der Mehrheit des Parlamentes werden seit dem 1. März 2010 alle Schweizer Pässe mit biometrischen Daten und einem RFID-Chip versehen. Ein überparteiliches Komitee ergriff am 18. Juli 2008 gegen das Gesetz das Referendum. Dieses kam mit 63.733 gültigen Unterschriften zustande, womit eine Volksabstimmung über das Gesetz erzwungen wurde. Diese fand am 17. Mai 2009 statt. Das Ergebnis fiel mit 50,14 Prozent Ja-Stimmen zugunsten des Gesetzes äußerst knapp aus. |
| In Serbien begann das Innenministerium am 7. Juli 2008 mit der Ausgabe von biometrischen Reisepässen. Die Bewohner des Kosovo haben das Recht, einen serbischen Pass zu beantragen, da Serbien die Gültigkeit von kosovarischen Reisepapieren nicht anerkennt. |
| Die Gültigkeit des spanischen Reisepasses ist nach dem Alter gestaffelt. Für Personen bis zum Alter von fünf Jahren ist der Ausweis zwei Jahre gültig. Für spanische Staatsangehörige zwischen 6 und 30 Jahren ist der Ausweis fünf Jahre gültig. Ab einem Alter von 30 Jahren ist der Ausweis zehn Jahre gültig. Zur Ausstellung des Passes muss der Antragsteller als spanischer Staatsangehöriger seinen gültigen Personalausweis im Original, den zu ersetzenden Reisepass oder eine wörtliche Bescheinigung der Geburtsurkunde vorlegen. Falls er über keines dieser Dokumente verfügt, erfolgt im Ausland eine Nachfrage des Konsulats bei der Zentralbehörde. Wenn die Identität und die spanische Staatsangehörigkeit festgestellt sind, stellt das Konsulat den Reisepass aus. Die Gültigkeit dieses Reisepasses kann auf drei Monate beschränkt sein. Für die Rückreise nach Spanien kann das Konsulat im Notfall einen Passierschein ausstellen, der nur für die Rückreise nach Spanien gültig ist. Auf den Anträgen auf Ausstellung eines Reisepasses für Minderjährige und für entmündigte Personen muss das ausdrückliche Einverständnis des Erziehungsberechtigten oder Vormunds vermerkt sein. In die Mitgliedsländer der Europäischen Union und Länder, mit denen Spanien ein Abkommen unterzeichnet hat, kann mit dem gültigen Personalausweis (Documento Nacional de Identidad – DNI) gereist werden. Zusammen mit dem Antrag für den Reisepass auf dem Formular, das vom Konsulat ausgehändigt wird, ist ein Passfoto vorzulegen. Im Falle von Verlust oder Diebstahl des vorherigen Reisepasses muss die entsprechende Anzeige bei den örtlichen Behörden beigelegt werden. Der Reisepass kostet 30 Euro. |
| Die Gültigkeit des syrischen Passes reicht von zwei bis sechs Jahre. Er gilt als der teuerste Reisepass der Welt. |
| In Tschechien werden seit 2006 biometrische Reisepässe ausgegeben. Im März 2009 wurde die derzeitige Serie mit zwei Fingerabdrücken eingeführt. |
| In der Türkei werden seit Sommer 2010 biometrische und maschinenlesbare Reisepässe an die Bürger ausgegeben. Die Ausstellung eines türkischen Reisepasses kostet umgerechnet bis zu 180 Euro. Damit gelten die türkischen Pässe als die teuersten der Welt. |
| Das Vereinigte Königreich stellt verschiedene Reisepässe aus. Der normale British Passport für Erwachsene ist zehn Jahre gültig. Zuständig ist der 2006 gegründete Identity and Passport Service, 2013 umbenannt in HM Passport Office des britischen Innenministeriums, im Ausland vertreten durch die jeweilige Botschaft (selten auch Generalkonsulate). |
| Die Vereinigten Staaten stellen verschiedene Reisepässe aus. Der normale Reisepass für Erwachsene ist zehn Jahre gültig. Zuständig ist das Bureau of Consular Affairs des US-Außenministeriums, im Ausland vertreten durch die jeweilige Botschaft (selten auch Generalkonsulate). |

## Länderlisten zur Reisefreiheit
- Henley Passport Index – Liste von Staaten mit Reisefreiheit ihrer Bürger
- Arton Capital Passport Index – Liste von Staaten mit Anzahl der Länder, die visumsfrei bereist werden dürfen

## Dokumentation
- Der Pass – Passierscheine und Grenzkontrollen. Regie: Tamara Erde. ARTE F, Frankreich, 17 Minuten, 2020